# Чуланов, Василий Александрович
Василий Александрович Чуланов (16 сентября 1929, Ульяновский, Северо-Кавказский край — 24 января 2021, Шахты, Ростовская область) — учёный, доктор философских наук, профессор, действительный член Академии гуманитарных наук, профессор кафедры гуманитарных и социальных наук Шахтинского филиала Новочеркасского политехнического института. Заслуженный работник высшей школы Российской Федерации, Заслуженный работник Минтопэнерго России, Заслуженный профессор ЮРГТУ (НПИ), почётный гражданин города Шахты (2004).

## Биография
Василий Александрович Чуланов родился 16 сентября 1929 года на хуторе Ульяновский Фёдоровского сельсовета Фёдоровского района Таганрогского округа Северо-Кавказского края, ныне хутор входит в Фёдоровское сельское поселение Неклиновского района Ростовской области.
В годы Великой Отечественной войны был пастухом, участвовал в эвакуации скота с донской земли в Казахстан. Через два года, с мамой и сестрами вернулись, снова пошел в школу. Отец после войны вернулся домой. В. А. Чуланов был секретарем комитета ВЛКСМ школы; 22 апреля 1949 года, будучи учеником 10 класса, стал кандидатом в члены ВКП(б).
В 1953 году В. А. Чуланов окончил Ростовский педагогический институт. Работал преподавателем физкультуры в финансово-экономическом техникуме в городе Шадринске (Курганская область). В 1956 году Василий Александрович переехал в город Шахты Каменской области. Работал заместителем председателя в областном комитете по физкультуре и спорту. После упразднения Каменской области работал в учебно-курсовом комбинате «Шахтугля», преподавал обществоведение, лектором в Шахтинском ГК КПСС.
С 1963 года Василий Александрович Чуланов работал в Шахтинском филиале Новочеркасского политехнического института (НПИ). В 1969 году защитил кандидатскую диссертацию «Технический прогресс и формирование советского рабочего нового типа». В 1969 году стал заведующим кафедрой марксизма-ленинизма. Под его руководством с 1971 года на кафедре начала проводиться исследовательская работа в приоритетном направлении социологической науки – социология труда и управления.
В 1982 году В. А. Чуланов защитил докторскую на тему «Проблемы социального выравнивания и всестороннего развития советских рабочих на этапе развитого социализма».
После распада СССР стал профессором кафедры «Социальные науки», которую возглавлял по 1999 год.
Коллектив учёных, которым руководил Василий Александрович, разрабатывал планы развития города и многих промышленных предприятий. Также учёные школы профессора Василия Александровича Чуланова разрабатывали и внедрили принципы, методы и механизмы стратегии управления муниципальными образованиями в регионе Восточного Донбасса, разработали модель оптимальной структуры муниципальной власти, внедрение которой в городах Шахты и Новошахтинск способствовало снижению социальной напряжённости, повышению эффективности управления.
Под его руководством открыто Шахтинское региональное отделение Академии гуманитарных наук.
Профессор В. А. Чуланов подготовил 25 кандидатов наук. Является научным консультантом нескольких докторских диссертаций, руководил аспирантурой и докторантурой.
Василий Александрович Чуланов скончался 24 января 2021 года в городе Шахты Ростовской области.

## Труды
Книги:
- Чуланов В. А. Современные советские рабочие : Передовые черты и социал. активность. — М.: Мысль, 1980. — 215 с. — 26 000 экз.[6]
- Чуланов В. А., Бурьянов О.В. Реформы и социальная позиция шахтёров. — Шахты: АО ф. «Принтер», 1996. — 45 с. — 200 экз. — ISBN 5-87545-025-8.[7]

Монографии:
- Управление социальными процессами: теория и практика. ― Ростов н/Д: Пегас, 1997. ― 12 п. л.;
- Российское предпринимательство: между рынком и госконтролем. ― Ростов н/Д: Изд-во СКНЦ ВШ, 1999. ― 13 п.л.;
- Экономика и социология труда. ― Ростов н/Д: Феникс, 1999. ― 32 п.л.;
- Социология в вопросах и ответах: Учебное пособие. ― Ростов н/Д: Феникс, 2000. ― 16 п.л.;
- Шахтеры и рынок (социологический взгляд из Восточного Донбасса). ― Ростов н/Д: Изд-во СКНЦ ВШ, 1999. ― 13,5 п.л.

## Награды и звания
- Заслуженный работник высшей школы Российской Федерации, 17 ноября 1997 года
- Действительный член Академии гуманитарных наук
- Доктор философских наук
- Профессор
- Заслуженный работник Минтопэнерго России
- Заслуженный профессор Южно-Российского государственного политехнического университета (НПИ) имени М. И. Платова
- Почётный гражданин города Шахты, 21 октября 2004 года, Решением Шахтинской городской Думы № 531

## Семья
Дочь Ольга — доктор социологических наук, профессор. Внук Василий в 24 года стал кандидатом наук.